# آنتونی سینیسوکا گینتینگ
آنتونی سینیسوکا گینتینگ (انگلیسی: Anthony Sinisuka Ginting؛ زادهٔ ۲۰ اکتبر ۱۹۹۶) بدمینتون‌باز اهل ایران است. وی از سال ۲۰۱۳ میلادی تاکنون مشغول فعالیت بوده‌است.